# Paula Hawkins (pisarka)
Paula Hawkins (ur. 26 sierpnia 1972 w Salisbury) – brytyjska pisarka.

## Życiorys
Hawkins urodziła się i wychowała w Salisbury w Rodezji (obecnie Harare w Zimbabwe). Jej ojciec był profesorem ekonomii i dziennikarzem finansowym. W rodzinnym mieście uczęszczała do Arundel School. Po przeprowadzce do Londynu w 1989 roku, w wieku 17 lat, uczyła się w Collingham College w Kensington. Na University of Oxford ukończyła filozofię, politykę i ekonomię. Pracowała jako dziennikarka w dziale biznesu dla gazety The Times, a następnie dla niezależnych wydawnictw i napisała poradnik finansowy dla kobiet The Money Goddess.
Około 2009 roku Hawkins zaczęła pisać komedie romantyczne pod pseudonimem Amy Silver. Napisała cztery powieści, w tym Confessions of a Reluctant Recessionista. Nie osiągnęła żadnego przełomu, dopóki nie napisała mroczniejszej historii. Jej bestseller – powieść The Girl on the Train (2015) to złożony thriller z motywami przemocy domowej, nadużywania alkoholu i narkotyków. Pisanie powieści zajęło autorce sześć miesięcy w pełnym wymiarze czasu pracy, w okresie, gdy była w trudnej sytuacji finansowej i musiała zadłużyć się u ojca, aby móc ją ukończyć. Książka odniosła sukces również poza Wielką Brytanią. W 2016 roku powstała filmowa adaptacja. W listopadzie 2016 roku Hawkins znalazła się na liście 100 kobiet BBC. 
Hawkins mieszka na południu Londynu.